# Reliquienschrein der heiligen Barbara

Barbarareliquiar

Der Reliquienschrein der heiligen Barbara ist ein Reliquiar aus dem 16. Jahrhundert, das im Diözesanmuseum in Pelplin aufbewahrt wird. Dargestellt ist Barbara von Nikomedien.

## Geschichte
Das Reliquiar wurde 1514 von einem Danziger Goldschmied für die Reinholdskapelle der Reinholdsbrüderschaft in der Danziger Marienkirche geschaffen, in der heute die Schöne Madonna von Danzig steht. 1577 wurde der Schrein im Zuge der Übernahme der Marienkirche durch die Lutheraner aus der Kapelle entfernt und ging wohl in Privatbesitz über. Im 19. Jahrhundert befand er sich in der Pfarrkirche in Piaseczno bei Gniew und wurde um 1900 restauriert. Seit 1988 wird er im Diözesanmuseum in Pelplin ausgestellt.

## Beschreibung
Die aus vergoldetem Silber bestehende Skulptur ist auf einem filigranen polygonalem Sockel aus Silber postiert, der mit Ornamentformen gotischer Baukunst – Rankenwerk, Fialen, Kreuzblumen, Krabben – versehen ist. Die Seiten des Sockels sind als weitgespannte Arkaden ausgebildet, in die Figuren von weiteren Heiligen mit ihren Attributen eingestellt sind.
Sie trägt eine Krone und über einem Untergewand
mit Akanthusmuster ein Obergewand, das in weichen Falten von den Schultern bis zum Boden fällt.
Krone, Gürtel und Halsausschnitt sind mit Perlen und Schmucksteinen besetzt. Mit der rechten Hand stützt sie sich auf ein Schwert, die Linke trägt einen dreistöckigen gotischen Turm.
Der Saum ihres Mantels ist bis zur linken Hüfte hochgezogen, so dass die Reliquie der Heiligen, ein Stück Knochen, sichtbar wird.
Schwert und Turm sind die typischen Attribute der Heiligen, die Krone, eine Märtyrerkrone, steht als Symbol für ihr Martyrium.